# Ferdinando Paër
Ferdinando Francesco Paër Delpech (Parma, 1 juli 1771 – Parijs, 3 mei 1839) was een Italiaans componist, muziektheoreticus, muziekpedagoog en dirigent.

## Levensloop
Paërs vader Giulio was trompettist in de garde van de hertog van Parma en speelde ook in de kerk en bij feestelijke gelegenheden aan het hof. Ferdinando Francesco Paër studeerde bij Francesco Fortunati en muziektheorie bij de violist Gaspare Ghiretti, een afgestudeerde van het Conservatorio della Pietà dei Turchini, een van de vier voorlopers van het Conservatorio di San Pietro a Majella di Napoli te Napels.
Zijn eerste Italiaanse opera Orphée et Euridice ging nog 1791 te Parma in première. In hetzelfde jaar werd hij theater-kapelmeester in Venetië. Te Venetië werd zijn opera Circe in 1792 het eerst uitgevoerd. Al spoedig volgden andere opera's en hij werd bekend ook buiten Italië. In 1797 vertrok hij naar Wenen, waar hij artistiek directeur van het Kärntnertortheater werd. Ook zijn toekomstige vrouw, de zangeres Francesca Riccardi had aldaar een engagement. In deze functie verbleef Paër tot 1801 en aan het theater gingen verschillende nieuwe opera's in première (Il fanatico in berlina (1797), Camilla (1799), Achille (1801)).
Van 1802 tot 1806 was hij kapelmeester aan het hoftheater te Dresden; zijn echtgenote werd zangeres aan dit theater. Aldaar gingen de opera's I fuorusciti (1802), Sargino ossia L'allievo dell'amore (1803) en Leonora ossia L'amor conjugale (1804) in première. In 1804 werd hij door koning Frederik August I van Saksen benoemd tot hofkapelmeester voor het leven. Toen Napoleon Bonaparte in 1807 in Dresden was, nam hij Paër met naar Warschau en later naar Parijs, waar hij een jaarsalaris van 28.000 Franse Franc ontving. In 1812 werd hij de opvolger van Gaspare Spontini als kapelmeester aan het Théâtre Italien. In deze functie bleef hij tot 1827.
Vanaf 1831 was hij lid van de Académie française. In 1832 werd hij kapelmeester van de Koninklijke muziekkapel aldaar. Paër was onder andere leraar van Franz Liszt te Parijs, die hem ook bij de verbetering en orkestratie van zijn in 1824-1825 gecomponeerde opera Don Sanche ou le Château d´Amour hulp verleende.
Paër schreef als componist meer dan 40 opera's, waarmee hij tijdens zijn leven veel succes had, maar waarvan de meeste na zijn dood in vergetelheid zijn geraakt. Verder schreef hij werken voor harmonieorkest, oratoria, cantates, zangstukken en pianowerken.

## Composities

### Werken voor orkest
- Orgelconcert, in D majeur
- Sinfonia baccante
- Vive Henry IV, variaties

### Werken voor harmonieorkest
- 1810 Vier grote militaire marsen, voor het huwelijk van Napoleon Bonaparte met Marie Louise van Oostenrijk op 1 april 1810 en uitgevoerd terwijl het paar langs de galerijen van het Louvre liep
- Zes walsen, voor harmonieorkest

### Missen, oratoria, cantates en gewijde muziek
- 1791 Credo
- 1791 Chirie e Gloria
- 1805 Missa Piena, in d mineur
- Beati omnes - salmo 127, concertato voor 4 vocale solisten en instrumenten
- Cantata pel giorno natalizio, voor solisten, gemengd koor en piano
- Cantata pour la fête du sacre S.M. le roi de France
- Cantate pueri, voor 4 vocale solisten
- Cantata senza titolo, voor 3 solisten, gemengd koor en orkest
- Das heilige Grab
- Il santo sepolcro, oratorium
- Il trionfo della chiesa cattolica, oratorium
- La passione di Cristo, oratorium
- Laudate pueri, voor 3 vocale solisten en instrumenten
- Nisi Dominus, voor 3 vocale solisten
- Per la festività del santo Natale
- Quoniam tu solus sanctus, voor bas en orkest
- Sequenza di S. Domenico, voor 3 vocale solisten
- Tantum ergo, voor bas, gemengd koor en orkest

### Muziektheater

#### Opera's
| Voltooid in | Titel | Aktes      | Première                                                   | Libretto                                                                 |
| ----------- | --- | ---------- | ---------------------------------------------------------- | ------------------------------------------------------------------------ |
| 1791        | Orphée et Euridice | 1 akte     | 1791, Parma                                                | Duplessis                                                                |
| 1792        | Circe | 3 aktes    | 9 februari 1792, Venetië, Teatro S. Samuele                | Domenico Perelli                                                         |
| 1792        | Le astuzie amorose ossia Il tempo fa giustizia a tutti; ook bekend als: La locanda de' vagabondi | 2 aktes    | herfst 1792, Parma, Regio Ducale Teatro di Corte           | Antonio Brambilla                                                        |
| 1793        | Laodicèa | 2 aktes    | 1 juli 1793, Padua, Nuovo Teatro                           | Giuseppe Foppa                                                           |
| 1793        | I pretendenti burlati | 2 aktes    | zomer 1793, Medesano, Teatrino Grossardi                   | Gian-Carlo Grossardi                                                     |
| 1793        | L'oro fa tutto | 2 aktes    | augustus 1793, Milaan, Teatro alla Scala                   | Angelo Anelli                                                            |
| 1793        | I portenti del magnetismo | 2 aktes    | 1793, Venetië, Teatro Giustiniani in San Moisè             |                                                                          |
| 1793        | Icilio e Virginia | 2 aktes    | 1793 Padua, Teatro Nuovo                                   | Giuseppe Foppa                                                           |
| 1794        | Il nuovo Figaro; ook bekend als: Il matrimonio di Figaro | 4 aktes    | carnaval 1794, Parma, Regio Ducale Teatro di Corte         | Lorenzo da Ponte                                                         |
| 1794        | Il matrimonio improvviso; ook bekend als: I due sordi burlati | 1 akte     | 22 februari 1794, Venetië, Teatro Giustiniani in San Moisè | Giuseppe Foppa, naar Francisco Albergati Capacelli                       |
| 1794        | I molinari |            | 22 februari 1794, Venetië, Teatro Giustiniani in San Moisè | Giuseppe Foppa                                                           |
| 1794        | L'Idomeneo | 2 aktes    | 21 april 1794, Florence, Teatro degli Intrepidi            | Gaetano Sertor                                                           |
| 1794        | L'inganno in trionfo |            | 1794, Florence, Teatro Pallacorda                          |                                                                          |
| 1794        | Il fornaro | 1 akte     | 1794, Venetië, Teatro Giustiniani in San Moisè             |                                                                          |
| 1794        | Ero e Leandro | 2 aktes    | 13 augustus 1794, Napels, Teatro San Carlo                 | Francesco Saverio Salfi                                                  |
| 1794        | Una in bene e una in male; ook bekend als: Le astuzie di Patacca, Due pupille e i due tutori, Die Komödie ohne Theater, List und Liebe en L'école des maris | 2 aktes    | 1794, Rome, Teatro Valle                                   | Giuseppe Foppa                                                           |
| 1794-1795   | La Rossana | 3 aktes    | 31 januari 1795, Milaan, Teatro alla Scala                 | Pietro Calvi                                                             |
| 1795        | Anna | 2 aktes    | 1795, Padua, Teatro Nuovo                                  |                                                                          |
| 1795        | Il Cinna | 2 aktes    | 12 juni 1795, Padua, Teatro Nuovo                          | Angelo Anelli                                                            |
| 1795        | L'intrigo amoroso; ook bekend als: Il male vien dal buco, Gl'intrighi del serraglio en Saed ossia Il serraglio | 2 aktes    | 4 december 1795, Venetië, Teatro Giustiniani in San Moisè  | Giovanni Bertati                                                         |
| 1796        | L'orfana riconosciuta | 2 aktes    | 28 maart 1796, Florence, Teatro della Pergola              |                                                                          |
| 1796        | L'amante servitore | 2 aktes    | 28 december 1796, Venetië, Teatro Giustiniani in San Moisè | Antonio Sografi                                                          |
| 1797        | Il principe di Taranto; ook bekend als: Li fratelli dal Ravanello, La contadina fortunato, La finta baronessa of Li due fratelli ridicoli | 2 aktes    | carnaval 1797, Parma, Regio Ducale Teatro di Corte         | Filippo Livigni                                                          |
| 1797        | Il fanatico in berlina |            | Wenen, Kärntnertortheater                                  |                                                                          |
| 1798        | La virtù al cimento; ook bekend als: La Griselda ossia La virtù al cimento | 2 aktes    | carnaval 1798, Parma, Regio Ducale Teatro di Corte         | Angelo Anelli                                                            |
| 1799        | Camilla ossia Il sotterrano | 3 aktes    | 23 februari 1799, Wenen, Kärntnertortheater                | Giuseppe Carpani, naar Benoît-Joseph Marsollier des Vivetières           |
| 1799        | Poche ma buone ossia Le donne cambiate | 2 aktes    | 1799, Wenen, Kärntnertortheater                            | Giuseppe Foppa                                                           |
| 1799-1800   | La testa riscaldata | 1 akte     | 30 januari 1800, Venetië, Teatro San Benedetto             | Giuseppe Foppa                                                           |
| 1800        | La sonnambula | 1 akte     | 15 februari 1800, Venetië, Teatro San Benedetto            | Giuseppe Foppa                                                           |
| 1800        | Ginevra degli Amieri | 4 aktes    | 2 september 1800, Wenen, Kärntnertortheater                | Giuseppe Foppa                                                           |
| 1800        | Numa Pompilio | 2 aktes    | 1800, Wenen, privé uitvoering                              | Pietro Bagnoli                                                           |
| 1800        | Poche ma buone ossia Le moglie ravveduta; ook bekend als: Le donne cambiate, Der lustige Schuster of Die Weibercur | 1 akte     | 18 december 1800, Wenen, Kärntnertortheater                | Giuseppe Foppa en Giovanni de Gamerra                                    |
| 1801        | Achille | 2 aktes    | 6 juni 1801, Wenen, Kärntnertortheater                     | Giovanni de Gamerra                                                      |
| 1802        | I fuorusciti, ook bekend als: Die Räuberhöhle | 2 aktes    | 13. november 1802, Dresden, Kurfürstliches Theater         | Angelo Anelli                                                            |
| 1803        | Sargino ossia L'allievo dell'amore | 2 aktes    | 26 mei 1803, Dresden, Kurfürstliches Theater               | Giuseppe Foppa, naar Jacques-Marie Monvel                                |
| 1804        | Leonora ossia L'amor conjugale | 2 aktes    | 3 oktober 1804, Dresden, Kurfürstliches Theater            | Giacomo Cinti, naar Jean Nicolas Bouilly                                 |
| 1804        | Lodoiska | 3 aktes    | 1804, Bologna, Teatro Comunale                             | Francesco Gonella                                                        |
| 1805        | Sofonisba; ook bekend als: Massinissa of Die Carthagerin | 2 aktes    | 19 mei 1805, Bologna, Teatro del Corso                     | Domenico Rossetti                                                        |
| 1805        | Il maniscalco |            | 1805, Florence, Teatro Pallacorda                          |                                                                          |
| 1808        | Diana e Eudimione ossia Il ritardo |            | 1808, Parijs, Théâtre Tuileries                            |                                                                          |
| 1809        | L'Agnese di Fitzhenry |            | 3 oktober 1809, Parma, Teatrino di Villa Ombrosa           | Luigi Buonavoglia                                                        |
| 1811        | Didone abbandonata | 2 aktes    | 16 juni 1811, Parijs, Théâtre des Tuileries                | Pietro Metastasio, bewerkt van Stefano Vestris                           |
| 1811-1812   | I baccanti | 2 aktes    | 15 januari 1813, Parijs, Théâtre des Tuileries             | Gaetano Rossi                                                            |
| 1812        | Il pazzo ne fa cento | 2 aktes    | 1812, Florence, Teatro della Pergola                       |                                                                          |
| 1814        | Oro non compra amore | 2 aktes    | 1814, Pavia, Teatro dei Signori                            |                                                                          |
| 1814        | L'oriflamme ou Étendard des français samen met: Henri Montan Berton, Rudolphe Kreutzer en Étienne Nicolas Méhul | 1 akte     | 1 februari 1814, Parijs, Opéra Garnier                     | Charles-Guillaume Etienne en L.-Pierre-Marie-F. Baour-Lormian            |
| 1815        | L'eroismo in amore | 2 aktes    | 26 december 1815, Milaan, Teatro alla Scala                | Luigi Romanelli                                                          |
| 1816        | La primavera felice | 1 akte     | 28 juni 1816, Parijs, Théâtre de la Cour                   | Luigi Balochi                                                            |
| 1816        | Lo sprezzatore schernito; samen met: Giovanni Pacini, Niccolò Paganini, Pietro Carlo Guglielmi, Francesco Giovanni Sampieri, Pietro Generali en Giuseppe Farinelli |            | 1816, Florence, Teatro della Pergola                       |                                                                          |
| 1818-1820   | Olinde et Sophronie | 3 aktes    | niet uitgevoerd                                            | Auguste Félix Désaugiers, naar Torquato Tasso, "Il Gerusalemme liberara" |
| 1821        | La Maître de chapelle ou Le Souper imprévu; ook bekend als: Wie gerufen, The Choir Leader | 1 akte     | 29 maart 1821, Parijs, Opéra-Comique                       | Marie Françoise Sophie Gay, naar Alexandre Duval                         |
| 1821        | Blanche de Provence ou La Cour des fées; samen met: Henri Montan Berton, François-Adrien Boïeldieu, Luigi Cherubini en Rudolphe Kreutzer | 3 aktes    | 1 mei 1821, Parijs, Théâtre des Tuileries                  | Léon Théaulon de Lambert en Armand Jean Le Bouthillier de Rancé          |
| 1821        | Il maestro di cappella | 2 aktes    | 1821, Parijs, Théâtre Feydeau                              | S. Gay                                                                   |
| 1831        | La Marquise de Brinvilliers; samen met: Daniel Auber, Désiré Alexandre Batton, Henri Montan Berton, Giuseppe Marco Maria Felice Blangini, François-Adrien Boïeldieu, Michèle Enrico Francesco Vincenzo Aloisio Paolo Carafa de Colobrano, Luigi Cherubini en Ferdinand Hérold | 3 aktes    | 31 oktober 1831, Parijs, Opéra-Comique                     | August Eugène Scribe en François-Henri-Joseph Castil-Blaze               |
| 1834        | Un caprice de femme | 1 akte     | 23 juli 1834, Parijs, Opéra-Comique                        | I. Pierre-Jean Lesguillon                                                |
| 1839        | Olinda e Sofronia | onvoltooid |                                                            | Torquato Tasso                                                           |

#### Operettes
| Voltooid in | titel                                        | aktes  | première                                | libretto                    |
| ----------- | -------------------------------------------- | ------ | --------------------------------------- | --------------------------- |
| 1799        | Il morto vivo; ook bekend als: Il maniscalco | 1 akte | 12 juli 1799, Wenen, Kärntnertortheater | Carlo Prospera Defranceschi |

### Werken voor koren
- La lanterna magica, voor gemengd koor en orkest

### Vocale muziek
- Adieux de la Société de Vienne, voor sopraan, gemengd koor en piano
- L'amor timido, voor sopraan en piano
- L'apoteosi, voor zangstem en orkest
- Eloisa e Abelardo, voor 2 zang solisten, gemengd koor en piano
- Europa in Creta, voor zangstem en piano
- Il più bel giorno di festa, voor 4 solisten, gemengd koor en orkest
- La gloria al massimo degli eroi, voor zangstem, harp en piano
- La gloria coronante un eroe, voor zangstem, harp en piano
- La conversazione filarmonica, voor 4 solisten, gemengd koor en orkest
- Romanza per la nascita del re di Roma